# Pankivka, Sloveanoserbsk
Pankivka (în ucraineană Паньківка) este un sat în comuna Vesela Hora din raionul Sloveanoserbsk, regiunea Luhansk, Ucraina.

## Demografie
Componența lingvistică a localității Pankivka
     Ucraineană (76,47%)
     Rusă (23,53%)
Conform recensământului din 2001, majoritatea populației localității Pankivka era vorbitoare de ucraineană (76,47%), existând în minoritate și vorbitori de rusă (23,53%).